# Maro (artist)
Mariana Brito da Cruz Forjaz Secca, född 30 oktober 1994 i Lissabon, är en sångare som kommer representera Portugal i Eurovision Song Contest 2022 i Turin.